# Імпульс (фільм)
Імпульс (англ. Impulse) — американський трилер 1990 року.

## Сюжет
Лотті гарна, молода і завжди знаходиться в гущі кримінальних подій, тому що працює «підсадною качкою» в поліції Лос-Анджелеса. Її завдання виявляти та приманювати до себе наркоманів, маніяків і бандитів, щоб у потрібний момент дати знак хлопцям з поліції, які і завершать операцію. Кожен раз ризикуючи життям, Лотті з честю виходить з різних колотнеч. Але одного разу вона зривається. Після однієї з операцій, коли вона мало не загинула, Лотті по дорозі додому заходить в кафе. Один з відвідувачів оплачує замовлену нею порцію текіли, а потім пропонує їй відправитися до нього додому. Несподівано для себе вона погоджується на запрошення випадкового знайомого. Коли вона заходить у ванну кімнату, в цей момент хтось залазить в будинок і вбиває її кавалера.

## У ролях
- Тереза Расселл — Лотті Мейсон
- Джефф Фейгі — Стен
- Джордж Дзундза — лейтенант Джо Морган
- Алан Розенберг — Чарлі Кац
- Ніколас Меле — Россі
- Елі Данкер — Дімаржіан
- Чарльз Маккоен — Френк Мунофф
- Лінн Тігпен — доктор Гарднер
- Шон Елліотт — Тоні Перон
- Анджело Тіффе — Луке
- Крістофер Лоуфорд — Стів
- Нік Севадж — Еджи
- Ден Белл — Енсон
- Том Дальгрен — окружний прокурор
- Деніел Квінн — Тед Гейтс
- Девід Л. Кроулі — людина в автомобілі
- Марк Ролстон — людина в барі
- Расселл Керрі — бармен Міллс
- Піт Антіко — помічник поліції в барі
- Карл Ентоні Сміт — працівник бензоколонки